# Maagjesbolwerk
Het Maagjesbolwerk is een bouwwerk in de Overijsselse stad Zwolle.
Het Maagjesbolwerk werd in mei 2003 opgeleverd en is ontworpen door architect Hans Ruijssenaars die zich hierbij liet inspireren door het vestingverleden van Zwolle. De onderste laag van het Maagjesbolwerk is tien meter hoog, hetgeen overeenkomt met het oorspronkelijke bastion dat op dezelfde plek stond. De puntvorm van het bastion is ook terug te vinden in het ontwerp.
Het bouwwerk biedt plaats aan 66 appartementen, 7000 m² winkelruimte en een parkeergarage met 500 plaatsen (volgens een test van de ANWB in 2004 een van de beste parkeergarages in Nederland).